# Teresa Gutiérrez
Teresa Gutiérrez (Bogotá, 25 de outubro de 1928 – Bogotá, 9 de março de 2010) foi uma atriz colombiana reconhecida por suas interpretações em diversas telenovelas, sendo considerada um dos principais ícones da televisão na Colômbia.